# Grup de automorfisme
În matematică grupul de automorfisme într-una din formele sale cele mai generale este definit în contextul teoriei categoriilor. În teoria categoriilor, grupul de automorfisme al unui obiect X este grupul format din automorfismele lui X. Cel mai faimos exemplu este {\displaystyle \operatorname {Aut} (G)}, care este grupul de automorfisme al unui grup ca {\displaystyle G}, un altul este grupul liniar general⁠(d): dacă X este un spațiu vectorial finit-dimensional, atunci grupul de automorfism al lui X este grupul de transformări liniare inversabile al lui X pe sine însuși.
În special în contexte geometrice, un grup de automorfisme este numit și grup de simetrie. Un subgrup al unui grup de automorfisme se numește, în special în literatura veche, grup de transformare.

## Exemple
- Grupul de automorfism al unei mulțimi X este tocmai grupul simetric⁠(d) al lui X.
- Un omomorfism de grup la grupul de automorfisme al unei mulțimi X echivalează cu o acțiune de grup⁠(d) pe X: orice G-acțiune pe mulțimea X determină {\displaystyle G\to \operatorname {Aut} (X),\,g\mapsto \sigma _{g},\,\sigma _{g}(x)=g\cdot x} și, invers, orice omomorfism {\displaystyle \varphi :G\to \operatorname {Aut} (X)} definește o acțiune prin {\displaystyle g\cdot x=\varphi (g)x}.
- Fie {\displaystyle A,B} două mulțimi finite cu aceeași cardinalitate și {\displaystyle \operatorname {Iso} (A,B)} mulțimea tuturor bijecțiilor <A \mathrel{\overset{\sim}\to} B</math>. Atunci {\displaystyle \operatorname {Aut} (B)}, care este un grup simetric (vezi mai sus), acționează asupra {\displaystyle \operatorname {Iso} (A,B)} din stânga în mod liber și tranzitiv; adică, {\displaystyle \operatorname {Iso} (A,B)} este un torsor pentru {\displaystyle \operatorname {Aut} (B)}.
- Grupul de automorfisme {\displaystyle G} al unui grup ciclic finit de ordinul n este izomorf⁠(d) cu {\displaystyle (\ mathbb{Z}/n\mathbb {Z} )^{*}} cu izomorfismul dat de {\displaystyle {\overline {a}}\mapsto \sigma _{a}\in G,\,\sigma _{a}(x)=x^{a}}.[1] În particular, {\displaystyle G} este un grup abelian.
- Grupul de automorfism al unei extinderi de corp {\displaystyle L/K} este grupul constând din automorfisme de corp ale L care fixează pe K. Dacă extindera de corp este o extindere Galois, grupul de automorfisme se numește grupul Galois al extinderii de corp.
- Grupul de automorfism al n-spațiului proiectiv pe un corp k este grupul liniar proiectiv {\displaystyle \operatorname {PGL} _{n}(k).}[2]
- Grupul de automorfisme al unei algebre Lie reale finită dimensional {\displaystyle {\mathfrak {g}}} are structura unui grup Lie (real, de fapt este chiar un grup algebric liniar). Dacă "G" este un grup Lie cu algebră Lie {\displaystyle {\mathfrak {g}}}, atunci grupul de automorfisme al lui "G" are structura unui grup Lie indusă de grupul de automorfisme {\displaystyle {\mathfrak {g}}}.[3][4]

## În teoria categoriilor
Grupurile de automorfisme apar foarte natural în teoria categoriilor.
Dacă X este un obiect dintr-o categorie, atunci grupul de automorfisme al lui X este grupul format din toate morfismele inversabile din X pe sine însuși. Este grupul unitar al endomorfismului monoidului X.
Dacă {\displaystyle A,B} sunt obiecte dintr-o anumită categorie, atunci mulțimea {\displaystyle \operatorname {Iso} (A,B)} al tuturor {\displaystyle A\mathrel {\overset {\sim }{\to }} B} este un torsor {\displaystyle \operatorname {Aut} (B)} la stânga. În practică acest lucru spune că o alegere diferită a unei origini a {\displaystyle \operatorname {Iso} (A,B)} diferă fără ambiguitate de un element {\displaystyle \operatorname {Aut} (B)}, sau că fiecare alegere a unei origini este o alegere a trivializării torsorului.
Dacă {\displaystyle X_{1}} și {\displaystyle X_{2}} sunt obiecte din categoriile {\displaystyle C_{1}} și {\displaystyle C_{2}}, și dacă {\displaystyle F:C_{1}\to C_{2}} este o aplicație functor {\displaystyle X_{1}} pe {\displaystyle X_{2}}, atunci {\displaystyle F} induce omomorfismul de grup {\displaystyle \operatorname {Aut} (X_{1})\to \operatorname {Aut} (X_{2})}, deoarece aplică morfismele inversabile pe morfismele inversabile.
În particular, dacă G este un grup, considerat categorie, cu un singur obiect * sau, mai general, dacă G este un grupoid, atunci orice functor {\displaystyle G\to C} în categoria C este numit acțiune sau reprezentare a lui G pe obiectul {\displaystyle F(*)}, sau objectele {\displaystyle F(\operatorname {Obj} (G))}. Aceste obiecte se spune că sunt {\displaystyle G}-obiecte. Dacă {\displaystyle C} este o categorie de module precum categoria spațiilor vectoriale cu dimensiuni finite, atunci {\displaystyle G}-obiectele se numesc {\displaystyle G}-module.